# Vodil
Vodil (anche Vuadil o Vuadilʼ) è il capoluogo del distretto di Fergana, si trova a circa 24 km a sud della città di Fergana proprio al confine con il Kirghizistan. Proseguendo verso sud, oltre il confine kirghiso, si raggiunge l'exclave usbeca di Shohimardon.

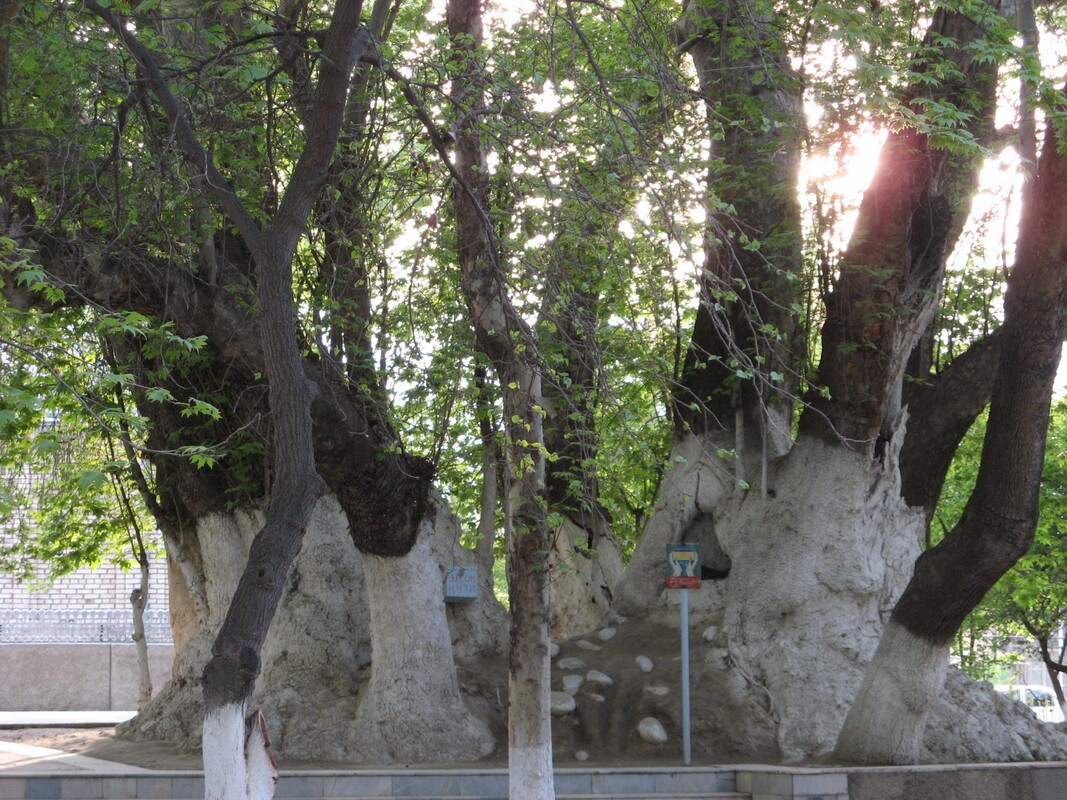
Il più grande e antico platano dell'Uzbekistan.

Nella cittadina si trova un platano che, secondo le voci locali, sarebbe il più grande e più antico platano dell'Uzbekistan, piantato da Alessandro Magno.